# Черновка (Мордовия)
Черновка — деревня в Ардатовском районе Мордовии. Входит в состав Силинского сельского поселения.

## История
В «Списке населённых мест Симбирской губернии» (1863 г.) Черновка значится деревней владельческой из 6 дворов Ардатовского уезда. Названа по фамилии владельцев Черновых.

## Население
| 2002 | 2010 |
| ---- | ---- |
| 21   | ↘12  |